# Розсвітський сільський округ
Розсві́тський сільський округ (каз. Рассвет ауылдық округі, рос. Рассветский сельский округ) — адміністративна одиниця у складі Кизилжарського району Північноказахстанської області Казахстану. Адміністративний центр — село Розсвіт.
Населення — 1548 осіб (2021; 1924 у 2009, 2313 у 1999, 2531 у 1989).
Станом на 1989 рік існувала Розсвітська сільська рада (села Водопроводне, Красна Горка, Розсвіт, Семипалатне).

## Склад
До складу округу входять такі населені пункти:
| Населений пункт    | Старі назви | Населення, осіб (1989) | Населення, осіб (1999) | Населення, осіб (2009) | Населення, осіб (2021) |
| ------------------ | ----------- | ---------------------- | ---------------------- | ---------------------- | ---------------------- |
| Водопроводне, село | -           | 521                    | 519                    | 437                    | 343                    |
| Красна Горка, село | -           | 526                    | 487                    | 416                    | 331                    |
| Розсвіт, село      | -           | 1075                   | 925                    | 778                    | 671                    |
| Семипалатне, село  | -           | 409                    | 382                    | 293                    | 203                    |